# Ферфілд (Монтана)
Ферфілд (англ. Fairfield) — місто (англ. town) в США, в окрузі Тетон штату Монтана. Населення — 759 осіб (2020).

## Географія
Ферфілд розташований за координатами 47°36′55″ пн. ш. 111°58′54″ зх. д. / 47.61528° пн. ш. 111.98167° зх. д. (47.615318, -111.981559).  За даними Бюро перепису населення США в 2010 році місто мало площу 0,81 км², уся площа — суходіл.

## Демографія
Згідно з переписом 2010 року, у місті мешкало 708 осіб у 305 домогосподарствах у складі 204 родин. Густота населення становила 874 особи/км².  Було 339 помешкань (418/км²).
Расовий склад населення:
| - 95,9 % — білих - 1,3 % — корінних американців |

До двох чи більше рас належало 2,8 %. Частка іспаномовних становила 1,4 % від усіх жителів.
За віковим діапазоном населення розподілялося таким чином: 27,0 % — особи молодші 18 років, 51,8 % — особи у віці 18—64 років, 21,2 % — особи у віці 65 років та старші. Медіана віку мешканця становила 42,1 року. На 100 осіб жіночої статі у місті припадало 88,3 чоловіків;  на 100 жінок у віці від 18 років та старших — 85,3 чоловіків також старших 18 років.
Середній дохід на одне домашнє господарство  становив 49 040 доларів США (медіана — 36 635), а середній дохід на одну сім'ю — 65 069 доларів (медіана — 58 125). За межею бідності перебувало 18,4 % осіб, у тому числі 25,5 % дітей у віці до 18 років та 13,9 % осіб у віці 65 років та старших.
Цивільне працевлаштоване населення становило 287 осіб. Основні галузі зайнятості: освіта, охорона здоров'я та соціальна допомога — 32,4 %, роздрібна торгівля — 11,5 %, інформація — 10,1 %.